# Carlotta Zanardi
Carlotta Zanardi (Brescia, 15 marzo 2005) è una cestista italiana, play della Famila Basket Schio.

## Carriera

### Club
È figlia di Stefano Zanardi, coach e direttore sportivo del Brixia Basket, e di Laura Marcolini, ex cestista. Ha un fratello, William, attuale assistant-coach nel Brixia. 
Inizia a praticare il minibasket a cinque anni. Cresce nelle giovanili della Brixia. Nel primo anno del settore femminile con le Under 13 vince la finale regionale e conquista lo scudetto nel Join the Game 3x3.
Debutta in prima squadra a soli 13 anni il 7 ottobre 2018 in Serie B contro Usmate mettendo a segno 13 punti.  Nella sua prima stagione senior gioca accanto a sua madre Laura. 
Si fa notare dal grande pubblico e dai media il 4 febbraio 2020, grazie alla grandissima prestazione nella partita vinta per 85-93 contro Lodi, dove mette a referto 46 punti 6 rimbalzi 5 assist per 53 di valutazione non avendo compiuto ancora 15 anni. 
Dopo aver chiuso la sua prima stagione in Serie A1 con buonissime medie da 15.2 punti, 4.9 rimbalzi e 3.9 assist in quasi 32 minuti di gioco, viene ingaggiata dal Famila Schio per l'anno successivo.

### Nazionale
Il 23 ottobre 2024 viene convocata per la prima volta in nazionale maggiore dal CT Andrea Capobianco in occasione delle due gare di qualificazione a Eurobasket 2025 contro Repubblica Ceca e Grecia. Il 9 febbraio 2025 fa il suo debutto assoluto nel match perso contro la Repubblica Ceca a Brno per 74-69 non segnando.

## Palmarès

### Club
- Coppa Italia: 1